# اتوبوس برقی در ایروان
سامانه اتوبوس برقی ایروان (ارمنی: Երևանյան տրոլեյբուս; انگلیسی: Yerevan Trolleybuses) بخشی از شبکه حمل و نقل عمومی ایروان پایتخت ارمنستان را تشکیل می‌دهد؛ و از زمان بسته شدن سامانه اتوبوس برقی گیومری در سال ۲۰۰۵، تنها سامانه اتوبوس برقی در ارمنستان می‌باشد.

## تاریخچه

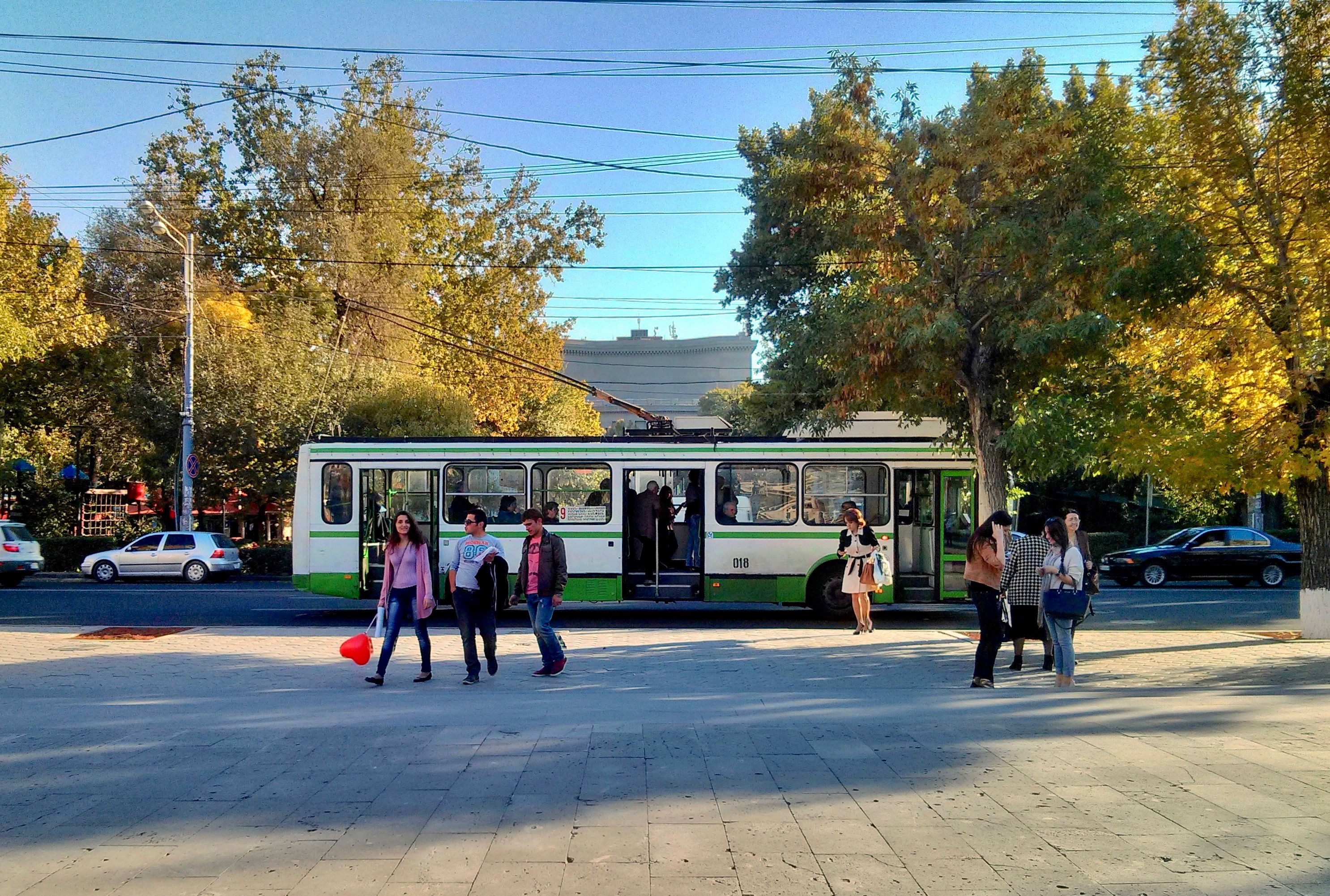
یک اتوبوس برقی در مرکز خرید ایروان

این سامانه در ۱۶ اوت ۱۹۴۹ گشایش یافت. وسعت آن خیلی گسترده از هم‌اکنون بود.